# Stodůlky (Strážný)
Stodůlky (německy Scheurek nebo Scheureck), katastrální území Stodůlky u Strážného, je zaniklá horská dřevorubecká osada na území obce Strážný (něm. Kuschwarda) na Šumavě v okrese Prachatice, bezprostředně u hranice s Bavorskem, jižně od Červeného potoka, severozápadně od Stodůlecké hory a Žďárecké hory, jihozápadně od Žďárecké slati, západně od Žďáreckého jezírka. Je zde turistické přeshraniční propojení  Žďárek – Hinterfirmiansreut.

## Historie
Stodůlky byly založeny roku 1774 jako osada dřevorubců pracujících pro knížecí správu ve Vimperku. V roce 1775 zde bylo 6 domů, v roce 1840 20 domů a 147 obyvatel. V roce 1921 měla obec kolem 27 domů a 179 obyvatel. Obyvatelstvo bylo vždy výhradně německé národnosti.
Domy byly rovnoměrně rozloženy podél hlavní cesty, jižní část osady se nazývala Vorder Scheurek (česky Žďárek), severní část osady Hinter Scheurek (česky Stodůlky), některé zdroje uvádějí české názvy opačně. Škola byla uprostřed mezi oběma částmi, knížecí hájovna byla nad Žďáreckým jezírkem. V obou částech osady byly kaple. Osada patřila k obci Strážný a spadala pod faru a poštu Knížecí Pláně.
Po druhé světové válce bylo původní obyvatelstvo odsunuto, území se stalo součástí hraničního pásma. Roku 1956 byly zbořeny obě kaple i zbytky domů, dochovalo se jen několik rozvalin a boží muka. V místech osady postavila pohraniční stráž budovu roty PS Žďárek. Po zrušení hraničního pásma byl obnoven hřbitov v Pláních a několik náhrobků. Dnes přes bývalou osadu vede z jihovýchodu na severozápad červeně značená pěší turistická trasa.